# Conde de Alpedrinha
Conde de Alpedrinha foi um título criado por decreto de 30 de Agosto de 1854 e por carta de 26 de Dezembro de 1860 do rei D. Pedro V de Portugal a favor de José Sebastião de Saldanha de Oliveira e Daun, filho segundo do Conde de Rio Maior, neto do Marquês de Pombal e irmão do Duque de Saldanha. Foi 12.º Senhor de Pancas pelo casamento e Juiz Conselheiro do Conselho Ultramarinho, do CSMF, aposentado com Honras de Conselheiro de Estado. Recebeu no seu Palácio de Arroios (Vila Flor) S.A.R. o Duque de Sussex, irmão do Rei de Inglaterra e Grão-Mestre da Maçonaria, durante largos meses.
O título foi criado em memória da representação por parte de sua mulher dos Senhores de Pancas e da Atalaya da Beira, Senhorio instituido em 1475, como Couto (trasnmissão por D. João II do couto conferido a D. Pedro de Menezes) sobre Morgadio constituido com bens dados como dote pelo Cardeal Alpedrinha para o casamento de sua sobrinha. Trata-se de Senhorio que abrangia o Couto das Herdades de Pancas (que na sua máxima extensão chegou a ter 15.000 hectares), casas em Lisboa, a Quinta de Marvilla que depois passou aos Marqueses de Abrantes, e os morgadios de Alpedrinha, de Santa Catarina, das Donas, etc. Eram Senhores do Couto de Pancas e dos lugares da Atalaya e da Orca, usando habitualmente Senhor de Pancas e da Atalaya. Na família Costa tinha ainda recaído a representação dos Senhores das Donas (igualmente Costa Freire) e dos Senhores de Sandomil e Loriga (Machado) de juro e herdade, mercê de D. Afonso V, de 1450.
A família é procedente da sobrinha herdeira do referido Cardeal Alpedrinha, D. Jorge da Costa, que foi Camerlengo, Cardeal Bispo, Decano do Sacro-Colégio Cardinalício, "Primeiro-Ministro" de Portugal e Co-regente, Arcebispo de Lisboa, e Primaz de Braga, Bispo de Ceuta, Abade de Alcabaça e de mais 14 Abadias, documentadamente o cardeal mais rico do seu tempo, e várias vezes votado para Papa nos conclaves que elegeram o Papa Bórgia e o Papa della Rovere, de quem era apoiante e de quem foi candidato oficial ao Papado, etc., e de quem se diz ter recusado o Papado. Certo é que foi um dos negociadores de Tordesilhas, facilitou a criação das Misericórdias, viveu em Roma na via del Corso no Palácio Fiano-Almagiá (Ottoboni) e que abriu as Portas de São João de Latrão no Jubileu de 1500. Está enterrado em Santa Maria del Populo.
Um dos Senhores de Pancas esteve na aclamação de D. João IV. Outro Senhor de Pancas (Cristóvão da Costa Freire) foi Governador do Estado do Grão-Pará e Maranhão (Brasil do Norte com capital em São Luis, quando existiam dois Estados no Brasil) no tempo de D. João V e Governador interino do Brasil. De outro, anterior, em finais de XVII, sabe-se que se bateu em duelo com o Marquês de Marialva. Francisco da Costa Freire, foi General e Governador da Madeira e D. Francisco da Costa e Noronha, também Senhor de Pancas, foi Estribeiro-Mor temporário do Rei D. José. Pela morte de D. Francisco da Costa e Noronha, Estribeiro-mor temporário de D. José, passou o senhorio, após longa demanda com a viúva D. Maria Balbina de Sousa Coutinho, irmã do Conde de Linhares e do Principal Souza, para D. Maria Leonor Manuel de Vilhena da Costa Freire, Senhora da Zibreira, e Condessa de Alpedrinha, pelo casamento com José Sebastião de Saldanha de Oliveira e Daun, filho do Conde de Rio Maior, irmão do Duque de Saldanha e neto do Marquês de Pombal. Esta senhora veio a ser a 12.ª Senhora de Pancas. O seu marido foi senhor de Pancas iure uxori e como tal é designado na Carta de título de Conde de Alpedrinha, bem como em outros documentos régios e públicos.
D. Maria Leonor Manoel de Vilhena aditou então o nome Costa Freire como herdeira do senhorio e ainda o nome Martins da Fonseca por ter sido herdeira do Morgadio instituido por Frei Dr. Bartolomeu da Fonseca, Inquisidor, membro do Conselho Geral da Inquisição, irmão do Doutor Diogo da Fonseca, do Conselho de Portugal em Madrid.
O seu filho D. Cristóvão, legitimista, ajudante de campo de D. Miguel, herdeiro da Casa e títulos Alpedrinha e da Casa e títulos Vila Flor e Terceira pela morte do Duque da Terceira, seu primo, usou apenas e sempre Senhor de Pancas.
Os Senhores de Pancas tinham Palácio em Santa Apolónia, o Palácio Pancas-Palha, hoje do Município. Tinham também um Solar em Pancas, onde receberam o Rei D. José, um Solar em Alpedrinha contíguo à Capela do Leão (atribuída a Chanterenne) e o Paço das Donas. Actualmente os bens Alpedrinha já não estão na posse da família que detém apenas bens Vila Flor e Azarujinha.
A casa dos Senhores de Pancas, depois de unida à dos Senhores da Zibreira e Alcaides-Mor de Alegrete, mas antes da herdar a Casa dos Condes de Vila Flor e Duques da Terceira e de se unir à Casa Azarujinha, incluia o Senhorio do Couto e Coutada de Pancas (ao todo 12.000 hectares, sendo 6400 hectares da herdade de Pancas, mais 460 hectares de sapal e os restantes de herdades anexas), os Morgados de Santa Catarina em Alpedrinha, com a Capela do Leão, e o Morgadio de Alpedrinha, o Senhorio e Morgadio da Atalaya e da Orca, o Senhorio da Zibreira, o Morgadio da Tapada da Cubeira (760 hectares), o Morgadio da Golegã, Moura e Castelo Branco, as herdades dos Rabaços (572 hectares), Leiteiro e Barba de Alhos em Aviz, a Herdade do Valle do Junco (562 hectares) em Aviz, as Terras da Tramagueira no Paul de Benavente e a Quinta e Olival da Castanheira, bem como um Olival em Souzel. Incluia ainda o Morgadio da Alcaparinha dos Abreus, unida à do Morgadio dos Lobeira (do Vasco Lobeira do Amadis de Gaula). Herdou ainda o Morgadio criado pelo Bartolomeu da Fonseca, inquisidor, e as Capelas dos Anjos, dos Velhos, dos Oliveiras na Graça e dos Magalhães no Convento de S. Francisco de Xabregas.
Note-se que a herdade de Pancas veio depois a pertencer ao Comendador Oliveira.
Foram ainda Comendadores na Ordem de Malta de Frossos (Albergaria-a-Velha), Rossas (Arouca) e Rio Meão (Santa Maria da Feira). Comendadores de Pernes e Alcanede na Ordem de Cristo. Historicamente a casa teve ainda numa fase anterior as comendas de S. Nicolau de Celorico de Basto, de Santo Adrião, de Penafiel, e de Santa Maria do Marmeleiro e ainda anteriormente a comenda das Maças de D. Maria.

## Titulares
1. José Sebastião de Saldanha de Oliveira e Daun (1778–1855)
2. D. Francisco Maria Martinho de Almeida Manoel de Vilhena, 9.º conde de Vila Flor (1895–)
Após a implementação da República, foram títulares:
3. D. Maria Luísa de Almeida Manoel de Vilhena, 10.ª condessa de Vila Flor (1927–1998) e
4. D. Lourenço Bandeira Manoel de Vilhena de Freitas, 3.º duque da Terceira (1973–).